# Субботино (городской округ Солнечногорск)
Субботино — деревня в Московской области России. Входит в городской округ Солнечногорск. Население — 11 чел. (2010).

## География
Деревня расположена на северо-западе Московской области, в северо-западной части округа, примерно в 4 км к западу от центра города Солнечногорска, на правом берегу реки Истры. К деревне приписано два садоводческих товарищества. Ближайшие населённые пункты — деревни Квашнино и Турицино.

## История
В середине XIX века сельцо Субботино 1-го стана Клинского уезда Московской губернии принадлежала коллежскому советнику Петру Владимировичу Голохвостову, в нём было 19 дворов, крестьян 52 души мужского пола и 52 души женского.
В «Списке населённых мест» 1862 года — владельческая деревня Клинского уезда по правую сторону Санкт-Петербурго-Московского шоссе, в 22 верстах от уездного города и 3 верстах от становой квартиры, при колодцах, с 15 дворами и 125 жителями (60 мужчин, 65 женщин).
По данным на 1899 год — деревня Солнечногорской волости Клинского уезда с 104 душами населения.
В 1913 году — 23 двора.
По материалам Всесоюзной переписи населения 1926 года — центр Субботинского сельсовета Солнечногорской волости Клинского уезда в 3,2 км от Ленинградского шоссе и 4,3 км от станции Подсолнечная Октябрьской железной дороги, проживало 166 жителей (87 мужчин, 79 женщин), насчитывалось 25 крестьянских хозяйств.
С 1929 года — населённый пункт в составе Солнечногорского района Московского округа Московской области. Постановлением ЦИК и СНК от 23 июля 1930 года округа как административно-территориальные единицы были ликвидированы.
С 1994 до 2006 гг. деревня входила в Обуховский сельский округ Солнечногорского района.
С 2005 до 2019 гг. деревня включалась в Кривцовское сельское поселение Солнечногорского муниципального района.
С 2019 года деревня входит в городской округ Солнечногорск, в рамках администрации которого относится с территориальному управлению Кривцовское.

## Население
| 1852 | 1859 | 1890 | 1899 | 1926 | 1932 | 1966 |
| ---- | ---- | ---- | ---- | ---- | ---- | ---- |
| 104  | ↗125 | ↘77  | ↗104 | ↗166 | ↗180 | ↘116 |
| 1998 | 2002 | 2010 |      |      |      |      |
| ↘21  | ↘4   | ↗11  |      |      |      |      |